# Kyhönjärvi (Joensuu, Norra Karelen, Finland)
Kyhönjärvi eller Kyhnönjärvi är en sjö i Finland. Den ligger i kommunen Joensuu i landskapet Norra Karelen, i den sydöstra delen av landet, 400 km nordost om huvudstaden Helsingfors. Kyhönjärvi ligger 146,6 meter över havet. I omgivningarna runt Kyhönjärvi växer i huvudsak blandskog. Den är 6,6 meter djup. Arean är 93,4 hektar och strandlinjen är 7,29 kilometer lång. Sjön  ingår i Jänisjokis huvudavrinningsområde. 